# Delphinium gracile
Delphinium gracile é uma espécie de planta com flor pertencente à família Ranunculaceae. 
A autoridade científica da espécie é DC., tendo sido publicada em Syst. Nat. [Candolle] 1: 347. 1817 [1818 publ. 1-15 Nov 1817].

## Portugal
Trata-se de uma espécie presente no território português, nomeadamente em Portugal Continental.
Em termos de naturalidade é nativa da região atrás indicada.

## Protecção
Não se encontra protegida por legislação portuguesa ou da Comunidade Europeia.